# Miguel Pereira (kommun)
Miguel Pereira är en kommun i Brasilien.   Den ligger i delstaten Rio de Janeiro, i den sydöstra delen av landet, 900 km sydost om huvudstaden Brasília. Antalet invånare är 24 647.
Följande samhällen finns i Miguel Pereira:
- Miguel Pereira

Omgivningarna runt Miguel Pereira är huvudsakligen savann. Runt Miguel Pereira är det mycket tätbefolkat, med 1 754 invånare per kvadratkilometer.